# Billboard Global 200
A Billboard Global 200 a Billboard magazin által közzétett heti slágerlista, amely a legnépszerűbb dalokat rangsorolja, és a világ több mint 200 országából származó digitális eladások és online streaming alapján készül. Először 2019 közepén jelentették be, hivatalosan 2020 szeptemberében indult el.

## Koncepció
A Billboard már több mint két évvel az indulás előtt is dolgozott egy globális slágerlista ötletén. A chartot először 2019. május 6-án jelentették be, akkor "Global 100" néven képzelték el, és még abban az évben elindult volna. A lista létrehozásának motivációja az volt, hogy „az emberek több területről származó zenét ismerjenek meg, ráadásul időben”, hogy „a nemzetközi piacokon működő előadóknak már régóta esedékes ismertséget és elismerést biztosítson”. A chart 2020. szeptember 14-i hivatalos bejelentésével a Billboard „az első hiteles, a világ legnépszerűbb dalait rangsoroló slágerlistaként” jellemezte, és kijelentette, hogy a chart világméretű streamelésekre és letöltési eladásokra alapozva „pontos betekintést nyújt a bolygó legnépszerűbb dalaiba”.

A globális chart létrehozása az adatok elérhetőségétől függött, valamint attól, hogy a különböző streaming és digitális kiskereskedelmi szolgáltatások „hajlandóak legyenek részt venni és adatokat szolgáltatni”; a Billboard úgy vélte, hogy ez „nem könnyű feladat”, és ez az oka annak, hogy ilyen sokáig tartott a globális chart elindítása.
„Mint a meghatározó iparági listák gondnoka, örömmel mutatjuk be globális listáinkat, amelyek betekintést nyújtanak az iparágnak a világ legnépszerűbb előadóiról, arról, hogy milyen dalok vannak nemzetközi hatással, valamint arról, hogy mely dalok lehetnek trendik az Egyesült Államokon kívül”. – Deanna Brown, az MRC Data és az MRC Media & Info elnöke.
A chart hivatalosan 2020. szeptember 15-én mutatkozott be a Billboard honlapján, a 2020. szeptember 19-i charthétre vonatkozóan. A chart első listavezető dala a WAP volt Cardi B és Megan Thee Stallion előadásában.

## BillboardGlobal Excl. US
A Global 200 mellett a Billboard egy másik, hasonló chartot is elindított Billboard Global Excl. US néven. Ez a lista ugyanazt a képletet követi, mint a Global 200, kivéve, ahogy a neve is mutatja, hogy minden területet lefed az USA kivételével. A Billboard a következővel indokolta, hogy miért van két slágerlista: „A projekt egyik célja az volt, hogy az emberek több területről származó zenét ismerjenek meg. Ezért nagyon fontos volt számunkra, hogy mindkét chart 200 számot tartalmazzon, és hogy az amerikai befolyást kizáró dalokat is bemutassuk”. A 2020. szeptember 19-i listavezető dal Maluma Hawái című dala volt.

## Dal mérföldkövek

### A legtöbb hét az első helyen a Global 200 listán
| Hetek száma | Előadó(k)                      | Dal                             | Év(ek)  | For.   |
| ----------- | ------------------------------ | ------------------------------- | ------- | ------ |
| 19          | Mariah Carey                   | All I Want for Christmas Is You | 2020–25 | [ 5 ]  |
| 18          | Lady Gaga és Bruno Mars        | Die with a Smile                | 2024–25 | [ 6 ]  |
| 15          | Harry Styles                   | As It Was                       | 2022    | [ 7 ]  |
| 13          | Miley Cyrus                    | Flowers                         | 2023    | [ 8 ]  |
| 12          | Rosé és Bruno Mars             | Apt.                            | 2024–25 | [ 9 ]  |
| 11          | The Kid Laroi és Justin Bieber | Stay                            | 2021    | [ 10 ] |

### A legtöbb egymást követő hét az első helyen a Global 200 listán
| Hetek száma | Előadó(k)                      | Dal                             | Év(ek)  | For.          |
| ----------- | ------------------------------ | ------------------------------- | ------- | ------------- |
| 10          | Alex Warren                    | Ordinary                        | 2025    | [ 11 ]        |
| 9           | The Kid Laroi és Justin Bieber | Stay                            | 2021    | [ 12 ]        |
| 9           | Harry Styles                   | As It Was                       | 2022    | [ 13 ]        |
| 9           | Rosé és Bruno Mars             | Apt.                            | 2024    | [ 14 ]        |
| 9           | Lady Gaga és Bruno Mars        | Die with a Smile                | 2025    | [ 6 ]         |
| 8           | Olivia Rodrigo                 | Drivers License                 | 2021    | [ 15 ]        |
| 8           | Lady Gaga és Bruno Mars        | Die with a Smile                | 2024    | [ 16 ]        |
| 7           | Jungkook featuring Latto       | Seven                           | 2023    | [ 17 ]        |
| 6           | Glass Animals                  | Heat Waves                      | 2022    | [ 18 ]        |
| 6           | Miley Cyrus                    | Flowers                         | 2023    | [ 19 ] [ 20 ] |
| 5           | Olivia Rodrigo                 | Good 4 U                        | 2021    | [ 21 ]        |
| 5           | Mariah Carey                   | All I Want for Christmas Is You | 2022–23 | [ 22 ]        |
| 5           | Mariah Carey                   | All I Want for Christmas Is You | 2023–24 | [ 23 ]        |

### A legnagyobb visszaesés az első helyről a Global 200 listán
| Lista mozgás | Előadó(k)           | Dal                             | Dátum             | For.   |
| ------------ | ------------------- | ------------------------------- | ----------------- | ------ |
| 1–186        | Mariah Carey        | All I Want for Christmas Is You | 2022. január 15.  | [ 24 ] |
| 1–167        | Mariah Carey        | All I Want for Christmas Is You | 2023. január 14.  | [ 25 ] |
| 1–86         | Mariah Carey        | All I Want for Christmas Is You | 2024. január 13.  | [ 26 ] |
| 1–28         | Megan Thee Stallion | Hiss                            | 2024. február 17. | [ 27 ] |
| 1–27         | BTS                 | Take Two                        | 2023. július 1.   | [ 28 ] |
| 1–27         | Mariah Carey        | All I Want for Christmas Is You | 2025. január 11.  | [ 29 ] |

- Mariah Carey All I Want for Christmas Is You című dala lett az első dal, amely a Billboard 2021. január 16-i számában a Global 200-as lista első helyéről teljesen eltűnt a listáról.

### A legnagyobb heti visszaesések a Global 200 listán
| Pozíciók száma | Lista mozgás | Előadó(k)                       | Dal                             | Dátum              | For.   |
| -------------- | ------------ | ------------------------------- | ------------------------------- | ------------------ | ------ |
| 185            | 1–186        | Mariah Carey                    | All I Want for Christmas Is You | 2022. január 15.   | [ 31 ] |
| 180            | 18–198       | Drake featuring Teezo Touchdown | Amen                            | 2023. október 28.  | [ 32 ] |
| 166            | 1–167        | Mariah Carey                    | All I Want for Christmas Is You | 2023. január 14.   | [ 33 ] |
| 163            | 32–195       | Drake                           | Flight’s Booked                 | 2022. július 9.    | [ 34 ] |
| 162            | 28–190       | BTS                             | Telepathy                       | 2020. december 12. | [ 35 ] |

### A legtöbb hét az első helyen a Global 200 Excl. US listán
| Hetek száma | Előadó(k)                      | Dal                             | Év(ek)  | For.   |
| ----------- | ------------------------------ | ------------------------------- | ------- | ------ |
| 19          | Rosé és Bruno Mars             | Apt.                            | 2024–25 | [ 36 ] |
| 17          | Lady Gaga és Bruno Mars        | Die with a Smile                | 2024–25 | [ 37 ] |
| 14          | Mariah Carey                   | All I Want for Christmas Is You | 2021–25 | [ 5 ]  |
| 13          | Harry Styles                   | As It Was                       | 2022    | [ 38 ] |
| 13          | Miley Cyrus                    | Flowers                         | 2023    | [ 39 ] |
| 9           | Olivia Rodrigo                 | Drivers License                 | 2021    | [ 40 ] |
| 9           | The Kid Laroi és Justin Bieber | Stay                            | 2021    | [ 10 ] |
| 9           | Gayle                          | ABCDEFU                         | 2022    | [ 41 ] |
| 9           | Jungkook featuring Latto       | Seven                           | 2023    | [ 42 ] |
| 8           | BTS                            | Dynamite                        | 2020–21 | [ 30 ] |
| 8           | Sam Smith és Kim Petras        | Unholy                          | 2022    | [ 43 ] |
| 8           | Benson Boone                   | Beautiful Things                | 2024    | [ 44 ] |
| 8           | Sabrina Carpenter              | Espresso                        | 2024    | [ 45 ] |

### A legtöbb egymást követő hét az első helyen a Global 200 Excl. US listán
| Hetek száma | Előadó(k)                      | Dal              | Év(ek) | For.   |
| ----------- | ------------------------------ | ---------------- | ------ | ------ |
| 10          | Harry Styles                   | As It Was        | 2022   | [ 46 ] |
| 9           | Olivia Rodrigo                 | Drivers License  | 2021   | [ 40 ] |
| 9           | Gayle                          | ABCDEFU          | 2022   | [ 41 ] |
| 9           | Jungkook featuring Latto       | Seven            | 2023   | [ 42 ] |
| 8           | Lady Gaga és Bruno Mars        | Die with a Smile | 2024   | [ 16 ] |
| 7           | The Kid Laroi és Justin Bieber | Stay             | 2021   | [ 12 ] |
| 7           | Miley Cyrus                    | Flowers          | 2023   | [ 39 ] |
| 6           | Miley Cyrus                    | Flowers          | 2023   | [ 19 ] |
| 6           | Rosé and Bruno Mars            | Apt.             | 2025   | [ 47 ] |
| 6           | Lady Gaga és Bruno Mars        | Die with a Smile | 2025   | [ 37 ] |

### A legnagyobb visszaesés az első helyről a Global 200 Excl. US listán
| Lista mozgás | Előadó(k)    | Dal                             | Dátum            | For.   |
| ------------ | ------------ | ------------------------------- | ---------------- | ------ |
| 1–188        | Mariah Carey | All I Want for Christmas Is You | 2022. január 15. | [ 48 ] |
| 1–169        | Mariah Carey | All I Want for Christmas Is You | 2023. január 14. | [ 49 ] |
| 1–84         | Mariah Carey | All I Want for Christmas Is You | 2024. január 13. | [ 50 ] |
| 1–15         | BTS          | Take Two                        | 2023. július 1.  | [ 28 ] |
| 1–13         | Rosé         | On the Ground                   | 2021. április 3. | [ 51 ] |

## Előadó mérföldkövek

### A legtöbb első helyezett dal
| Dalok száma | Előadó              | For.   |
| ----------- | ------------------- | ------ |
| 7           | BTS                 | [ 52 ] |
| 5           | Taylor Swift        | [ 53 ] |
| 4           | Bad Bunny           | [ 54 ] |
| 4           | Ariana Grande       | [ 55 ] |
| 3           | Olivia Rodrigo      | [ 56 ] |
| 3           | Drake               | [ 57 ] |
| 3           | Jungkook            | [ 58 ] |
| 2           | Justin Bieber       | [ 59 ] |
| 2           | Blackpink           | [ 60 ] |
| 2           | Jack Harlow         | [ 61 ] |
| 2           | Megan Thee Stallion | [ 62 ] |
| 2           | Kendrick Lamar      | [ 63 ] |
| 2           | Post Malone         | [ 64 ] |
| 2           | Sabrina Carpenter   | [ 65 ] |
| 2           | Rosé                | [ 66 ] |
| 2           | Bruno Mars          | [ 66 ] |

### A legtöbb hét az első helyen
| Hetek száma | Előadó         |
| ----------- | -------------- |
| 30          | Bruno Mars     |
| 19          | Mariah Carey   |
| 18          | Lady Gaga      |
| 16          | Olivia Rodrigo |
| 15          | Harry Styles   |
| 13          | Justin Bieber  |
| 13          | Miley Cyrus    |

### A legtöbb kiadvány a Top 10-ben
| Dalok száma | Előadó       | For.   |
| ----------- | ------------ | ------ |
| 35          | Drake        | [ 67 ] |
| 33          | Taylor Swift | [ 53 ] |
| 19          | Bad Bunny    | [ 68 ] |
| 16          | 21 Savage    | [ 69 ] |
| 11          | BTS          | [ 70 ] |
| 11          | The Weeknd   | [ 71 ] |

### A legtöbb kiadvány a listán
| Dalok száma | Előadó       | For.   |
| ----------- | ------------ | ------ |
| 175         | Taylor Swift | [ 72 ] |
| 123         | Drake        | [ 73 ] |
| 82          | Bad Bunny    | [ 68 ] |
| 75          | Future       | [ 74 ] |
| 73          | Lil Baby     | [ 75 ] |

### A legtöbb egyhetes szereplés
| Kiadványok | Előadó       | Dátum              | For.   |
| ---------- | ------------ | ------------------ | ------ |
| 34         | Taylor Swift | 2024. május 4.     | [ 76 ] |
| 31         | Taylor Swift | 2021. november 27. | [ 77 ] |
| 27         | Bad Bunny    | 2022. május 21.    | [ 78 ] |
| 26         | Drake        | 2023. október 21.  | [ 79 ] |
| 24         | The Weeknd   | 2022. január 22.   | [ 77 ] |
| 24         | Bad Bunny    | 2023. október 28.  | [ 80 ] |

### A legtöbb első helyezett dal a Global 200 Excl. US listán
| Dalok száma | Előadó            | For.   |
| ----------- | ----------------- | ------ |
| 7           | BTS               | [ 52 ] |
| 3           | Blackpink         | [ 81 ] |
| 3           | Bad Bunny         | [ 82 ] |
| 3           | Jungkook          | [ 58 ] |
| 3           | Ariana Grande     | [ 55 ] |
| 3           | Taylor Swift      | [ 53 ] |
| 2           | Justin Bieber     | [ 83 ] |
| 2           | Bizarrap          | [ 84 ] |
| 2           | Olivia Rodrigo    | [ 56 ] |
| 2           | Sabrina Carpenter | [ 65 ] |
| 2           | Rosé              | [ 66 ] |
| 2           | Bruno Mars        | [ 66 ] |

### A legtöbb hét az első helyen a Global 200 Excl. US listán
| Hetek száma | Előadó        |
| ----------- | ------------- |
| 36          | Bruno Mars    |
| 20          | Rosé          |
| 18          | BTS           |
| 17          | Lady Gaga     |
| 14          | Justin Bieber |
| 14          | Mariah Carey  |
| 13          | Harry Styles  |
| 13          | Miley Cyrus   |

### A legtöbb kiadvány a Top 10-ben a Global 200 Excl. US listán
| Dalok száma | Előadó        | For.   |
| ----------- | ------------- | ------ |
| 20          | Taylor Swift  | [ 53 ] |
| 18          | Bad Bunny     | [ 85 ] |
| 11          | BTS           | [ 86 ] |
| 9           | The Weeknd    | [ 87 ] |
| 7           | Justin Bieber | [ 88 ] |
| 7           | Jungkook      | [ 89 ] |

### A legtöbb kiadvány a Global 200 Excl. US listán
| Dalok száma | Előadó       | For.   |
| ----------- | ------------ | ------ |
| 154         | Taylor Swift | [ 90 ] |
| 95          | Drake        | [ 91 ] |
| 82          | Bad Bunny    | [ 85 ] |
| 44          | The Weeknd   | [ 92 ] |
| 35          | Ed Sheeran   | [ 93 ] |

### Egyidejűleg listavezető a Global 200, a Global 200 Excl. US és a Hot 100 listákon
| Kiadás dátuma      | Cím                                      | Előadó(k)                                        | For.            |
| ------------------ | ---------------------------------------- | ------------------------------------------------ | --------------- |
| October 3, 2020    | Dynamite                                 | BTS                                              | [ 94 ] [ 95 ]   |
| November 7, 2020   | Positions                                | Ariana Grande                                    | [ 96 ]          |
| December 5, 2020   | Life Goes On                             | BTS                                              | [ 97 ] [ 98 ]   |
| January 2, 2021    | All I Want for Christmas Is You          | Mariah Carey                                     | [ 99 ] [ 100 ]  |
| January 23, 2021   | Drivers License                          | Olivia Rodrigo                                   | [ 101 ]         |
| January 30, 2021   | Drivers License                          | Olivia Rodrigo                                   | [ 102 ] [ 103 ] |
| February 6, 2021   | Drivers License                          | Olivia Rodrigo                                   | [ 104 ] [ 105 ] |
| February 13, 2021  | Drivers License                          | Olivia Rodrigo                                   | [ 106 ] [ 107 ] |
| February 20, 2021  | Drivers License                          | Olivia Rodrigo                                   | [ 108 ] [ 109 ] |
| February 27, 2021  | Drivers License                          | Olivia Rodrigo                                   | [ 110 ] [ 111 ] |
| March 6, 2021      | Drivers License                          | Olivia Rodrigo                                   | [ 112 ] [ 113 ] |
| March 13, 2021     | Drivers License                          | Olivia Rodrigo                                   | [ 15 ] [ 114 ]  |
| April 3, 2021      | Peaches                                  | Justin Bieber featuring Daniel Caesar and Giveon | [ 51 ] [ 115 ]  |
| June 5, 2021       | Butter                                   | BTS                                              | [ 116 ] [ 117 ] |
| June 12, 2021      | Butter                                   | BTS                                              | [ 118 ] [ 119 ] |
| July 24, 2021      | Permission to Dance                      | BTS                                              | [ 120 ] [ 121 ] |
| August 21, 2021    | Stay                                     | The Kid Laroi and Justin Bieber                  | [ 122 ] [ 123 ] |
| August 28, 2021    | Stay                                     | The Kid Laroi and Justin Bieber                  | [ 124 ] [ 125 ] |
| September 4, 2021  | Stay                                     | The Kid Laroi and Justin Bieber                  | [ 126 ] [ 127 ] |
| September 25, 2021 | Stay                                     | The Kid Laroi and Justin Bieber                  | [ 128 ] [ 129 ] |
| October 2, 2021    | Stay                                     | The Kid Laroi and Justin Bieber                  | [ 12 ] [ 130 ]  |
| October 9, 2021    | My Universe                              | Coldplay and BTS                                 | [ 131 ] [ 132 ] |
| October 16, 2021   | Stay                                     | The Kid Laroi and Justin Bieber                  | [ 133 ] [ 134 ] |
| October 30, 2021   | Easy on Me                               | Adele                                            | [ 135 ] [ 136 ] |
| November 6, 2021   | Easy on Me                               | Adele                                            | [ 137 ] [ 138 ] |
| November 13, 2021  | Easy on Me                               | Adele                                            | [ 139 ] [ 140 ] |
| November 20, 2021  | Easy on Me                               | Adele                                            | [ 141 ] [ 142 ] |
| November 27, 2021  | All Too Well (Taylor's Version)          | Taylor Swift                                     | [ 143 ] [ 144 ] |
| December 4, 2021   | Easy on Me                               | Adele                                            | [ 145 ] [ 146 ] |
| December 11, 2021  | Easy on Me                               | Adele                                            | [ 147 ] [ 148 ] |
| December 25, 2021  | All I Want for Christmas Is You          | Mariah Carey                                     | [ 149 ] [ 150 ] |
| January 1, 2022    | All I Want for Christmas Is You          | Mariah Carey                                     | [ 151 ] [ 152 ] |
| January 8, 2022    | All I Want for Christmas Is You          | Mariah Carey                                     | [ 153 ] [ 154 ] |
| March 19, 2022     | Heat Waves                               | Glass Animals                                    | [ 155 ] [ 156 ] |
| March 26, 2022     | Heat Waves                               | Glass Animals                                    | [ 157 ] [ 158 ] |
| April 2, 2022      | Heat Waves                               | Glass Animals                                    | [ 159 ] [ 160 ] |
| April 16, 2022     | As It Was                                | Harry Styles                                     | [ 161 ] [ 162 ] |
| April 30, 2022     | As It Was                                | Harry Styles                                     | [ 163 ] [ 164 ] |
| May 7, 2022        | As It Was                                | Harry Styles                                     | [ 165 ] [ 166 ] |
| June 4, 2022       | As It Was                                | Harry Styles                                     | [ 167 ] [ 168 ] |
| June 11, 2022      | As It Was                                | Harry Styles                                     | [ 13 ] [ 169 ]  |
| July 9, 2022       | As It Was                                | Harry Styles                                     | [ 170 ] [ 171 ] |
| October 29, 2022   | Unholy                                   | Sam Smith and Kim Petras                         | [ 172 ] [ 173 ] |
| November 5, 2022   | Anti-Hero                                | Taylor Swift                                     | [ 174 ] [ 175 ] |
| November 12, 2022  | Anti-Hero                                | Taylor Swift                                     | [ 176 ] [ 177 ] |
| December 17, 2022  | All I Want for Christmas Is You          | Mariah Carey                                     | [ 178 ] [ 179 ] |
| December 24, 2022  | All I Want for Christmas Is You          | Mariah Carey                                     | [ 180 ] [ 181 ] |
| December 31, 2022  | All I Want for Christmas Is You          | Mariah Carey                                     | [ 182 ] [ 183 ] |
| January 7, 2023    | All I Want for Christmas Is You          | Mariah Carey                                     | [ 22 ] [ 184 ]  |
| January 28, 2023   | Flowers                                  | Miley Cyrus                                      | [ 185 ] [ 186 ] |
| February 4, 2023   | Flowers                                  | Miley Cyrus                                      | [ 187 ] [ 188 ] |
| February 11, 2023  | Flowers                                  | Miley Cyrus                                      | [ 189 ] [ 190 ] |
| February 18, 2023  | Flowers                                  | Miley Cyrus                                      | [ 191 ] [ 192 ] |
| February 25, 2023  | Flowers                                  | Miley Cyrus                                      | [ 193 ] [ 194 ] |
| March 4, 2023      | Flowers                                  | Miley Cyrus                                      | [ 19 ] [ 195 ]  |
| March 25, 2023     | Flowers                                  | Miley Cyrus                                      | [ 196 ] [ 197 ] |
| April 1, 2023      | Flowers                                  | Miley Cyrus                                      | [ 198 ] [ 199 ] |
| July 15, 2023      | Vampire                                  | Olivia Rodrigo                                   | [ 56 ] [ 200 ]  |
| July 29, 2023      | Seven                                    | Jungkook featuring Latto                         | [ 201 ] [ 202 ] |
| October 7, 2023    | Paint the Town Red                       | Doja Cat                                         | [ 203 ] [ 204 ] |
| December 23, 2023  | All I Want for Christmas Is You          | Mariah Carey                                     | [ 205 ] [ 206 ] |
| December 30, 2023  | All I Want for Christmas Is You          | Mariah Carey                                     | [ 207 ] [ 208 ] |
| January 27, 2024   | Yes, And?                                | Ariana Grande                                    | [ 209 ] [ 210 ] |
| March 23, 2024     | We Can't Be Friends (Wait for Your Love) | Ariana Grande                                    | [ 55 ] [ 211 ]  |
| May 4, 2024        | Fortnight                                | Taylor Swift featuring Post Malone               | [ 53 ] [ 212 ]  |
| May 11, 2024       | Fortnight                                | Taylor Swift featuring Post Malone               | [ 213 ] [ 214 ] |
| June 29, 2024      | Please Please Please                     | Sabrina Carpenter                                | [ 65 ] [ 215 ]  |

### Egyidejűleg listavezető a Global 200, a Global 200 Excl. US és aBillboard200 listákon
| Kiadás dátuma     | Dal                                      | Album                         | Előadó(k)     | For.            |
| ----------------- | ---------------------------------------- | ----------------------------- | ------------- | --------------- |
| December 5, 2020  | Life Goes On                             | Be                            | BTS           | [ 97 ] [ 216 ]  |
| April 3, 2021     | Peaches                                  | Justice                       | Justin Bieber | [ 51 ] [ 217 ]  |
| November 27, 2021 | All Too Well (Taylor's Version)          | Red (Taylor's Version)        | Taylor Swift  | [ 143 ] [ 218 ] |
| October 1, 2022   | Shut Down                                | Born Pink                     | Blackpink     | [ 219 ] [ 220 ] |
| November 5, 2022  | Anti-Hero                                | Midnights                     | Taylor Swift  | [ 174 ] [ 175 ] |
| November 12, 2022 | Anti-Hero                                | Midnights                     | Taylor Swift  | [ 176 ] [ 177 ] |
| March 11, 2023    | TQG                                      | Mañana Será Bonito            | Karol G       | [ 221 ] [ 222 ] |
| March 23, 2024    | We Can't Be Friends (Wait for Your Love) | Eternal Sunshine              | Ariana Grande | [ 55 ] [ 223 ]  |
| May 4, 2024       | Fortnight                                | The Tortured Poets Department | Taylor Swift  | [ 53 ] [ 224 ]  |
| May 11, 2024      | Fortnight                                | The Tortured Poets Department | Taylor Swift  | [ 213 ] [ 225 ] |
| March 22, 2025    | Die with a Smile                         | Mayhem                        | Lady Gaga     | [ 226 ] [ 227 ] |